# Ichinoe
Ichinoe (一之江) és un chōchō del districte especial d'Edogawa, a Tòquio, Japó. En el passat també fou un municipi, amb la classificació de poble.

## Geografia
El barri d'Ichinoe es troba localitzat al centre geogràfic del districte especial d'Edogawa. El barri limita amb els barris d'Ōsugi al nord; amb Harue-chō a l'est; amb Nishi-Mizue, Ichinoe-chō, Funabori i una petita porció de Harue-chō al sud i amb Matsue i Nishi-Ichinoe a l'oest.

### Sub-barris
El barri compta amb huit sub-barris:
- Ichinoe 1 chōme (一之江一丁目)
- Ichinoe 2 chōme (一之江二丁目)
- Ichinoe 3 chōme (一之江三丁目)
- Ichinoe 4 chōme (一之江四丁目)
- Ichinoe 5 chōme (一之江五丁目)
- Ichinoe 6 chōme (一之江六丁目)
- Ichinoe 7 chōme (一之江七丁目)
- Ichinoe 8 chōme (一之江八丁目)

## Història
El primigeni poble d'Ichinoe es va crear poc després de la restauració Meiji, amb la unió de diversos llogarets l'1 de maig de 1889, formant part del districte de Minami-Katsushika, ja desaparegut, a la també desapareguda prefectura de Tòquio. No obstant això, poc després d'això, l'1 de gener de 1913, Ichinoe es fussionà amb el poble de Mizuho per tal de formar el nou municipi de Mizue. Aquest municipi de Mizue fou absorbit l'1 d'octubre de 1932 per la ja desapareguda ciutat de Tòquio, quedant integrat al nou districte urbà d'Edogawa. Amb l'integració a Edogawa, a partir de l'any 1938 es comença a utilitzar de nou amb funció de barri la denominació "Ichinoe", que no inclou tot l'antic municipi, dividit entre aquest, el nou barri d'Ichinoe-chō (一之江町, literalment, "vila d'Ichinoe") i el nou barri de Nishi-Ichinoe (西一之江, "Ichinoe-Oest").

## Transport

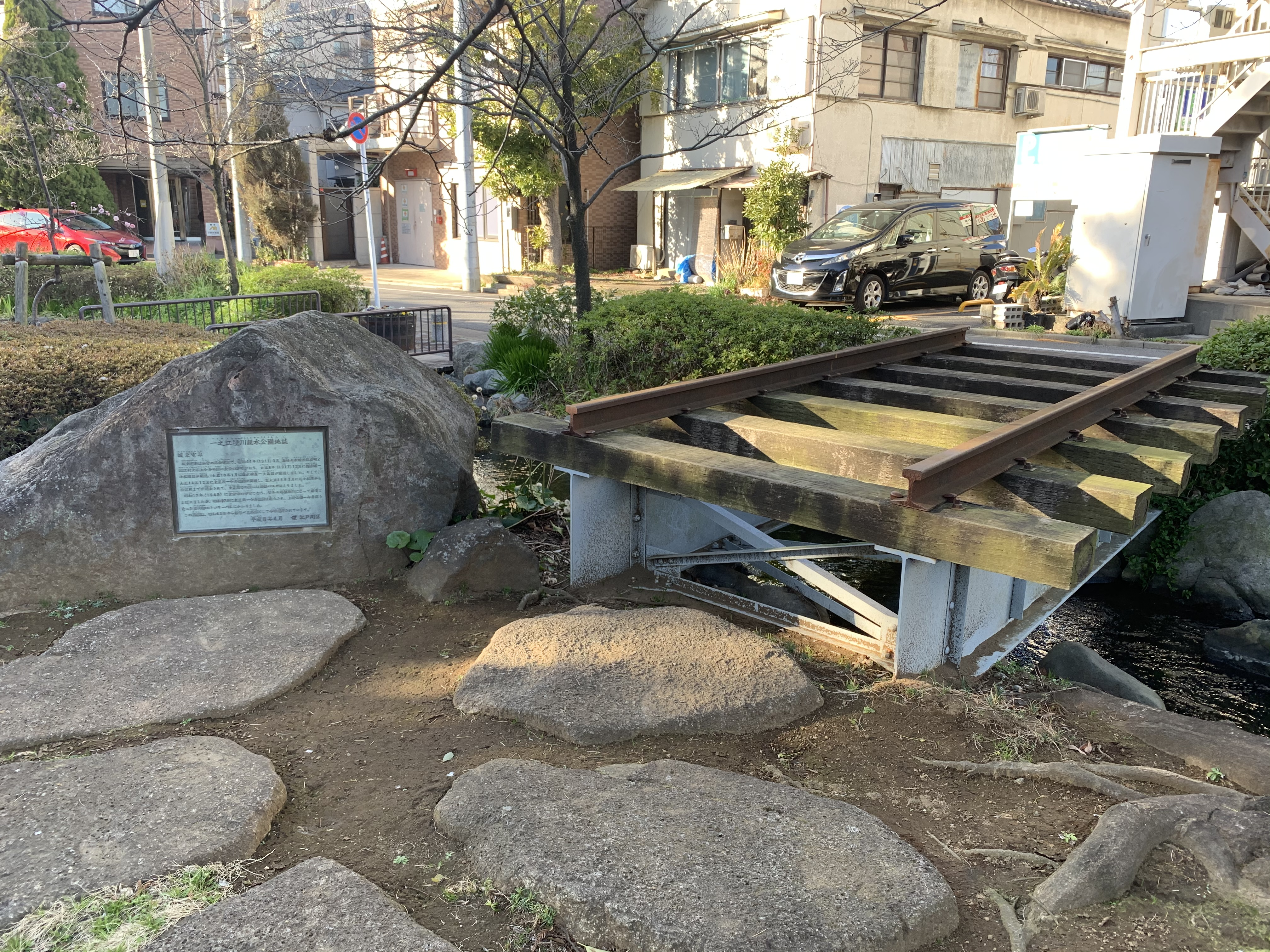
Vies de l'antiga línia Ichinoe

### Ferrocarril
Actualment no hi ha cap estació de ferrocarril al barri d'Ichinoe, però des de l'any 1925 fins al 1952 va existir la línia Ichinoe (一之江線, Ichinoe sen), pertanyent al Tramvia Metropolità de Tòquio (Toden).

### Carretera
- Autopista Metropolitana (Shuto)
- N-14
- TK-50 - TK-318